# Partia Wolności (Słowacja)
Partia Wolności (słow. Strana slobody) – była słowacką partią polityczną. Została ona założona przez byłych członków Partii Demokratycznej w marcu 1946 r. i złożona była przede wszystkim z katolików. Jej przewodniczącym był Vavro Šrobár. Ugrupowanie to zdobyło 3 miejsca w parlamencie czechosłowackim w wyborach w 1946 r.
Gdy komuniści przejęli władzę w Czechosłowacji w lutym 1948 r., partia dołączyła do Frontu Narodowego. Jej organem prasowym była gazeta Sloboda („Wolność”).
Po aksamitnej rewolucji w 1990 r. ugrupowanie przyjęło nowy, chrześcijański program, ale nie uzyskało większego znaczenia na słowackiej scenie politycznej.